# 지브롤터 U-19 축구 국가대표팀
지브롤터 U-19 축구 국가대표팀(영어: Gibraltar national under-19 football team)은 지브롤터를 대표하는 19세 이하의 축구 국가대표팀으로, 지브롤터의 축구 관리 기관인 지브롤터 축구 협회의 관리를 받는다. 지브롤터는 UEFA 정회원 자격을 신청했고 2013년 5월 UEFA 총회에서 수락되어 2014년부터 UEFA U-19 축구 선수권 대회에 참가할 수 있게 되었다.